# Sacrifice (Band)
Sacrifice ist eine kanadische Thrash-Metal-Band aus Toronto, die im Jahr 1983 gegründet wurde.

## Geschichte
Die Band wurde gegen Ende des Jahres 1983 von den Gitarristen Rob Urbinati und Joe Rico gegründet. Kurze Zeit später stieß Schlagzeuger Andrew Banks zur Band. Zusammen begannen sie Coverversionen von Judas Priest und Black Sabbath einzuspielen. Bassist Scott Watts stieß später zur Band, während Schlagzeuger Andrew Banks durch Craig Boyle ersetzt wurde. Mit Sänger John Baldy wurde die Aufstellung komplettiert. Am 12. Januar 1984 spielte die Band ihren ersten Auftritt in Larry’s Hideaway in Toronto, der von einem Auftritt in Ontario gefolgt wurde. Auf diesen Auftritten spielten sie hauptsächlich Coverversionen bekannter Lieder. In den Jahren 1984 und 1985 nahmen sie jeweils ein Demo mit eigenen Liedern auf. Danach übernahm Gitarrist Urbinati zusätzlich den Posten des Sängers, während Sänger Boyle die Band verließ. Ernie Fletch wurde neuer Schlagzeuger, jedoch trennte sich die Band von diesem nach nur einem Konzert am 23. März 1985 im Larry’s Hideaway schon wieder. Gus Pynn ersetzte Fletch am Schlagzeug. Es folgten einige weitere lokale Auftritte, unter anderem zusammen mit Slaughter.
Am 16. Juni 1985 wurde das Demo The Exorcism aufgenommen. Dadurch erhöhte die Band ihre Bekanntheit stark, wodurch Sacrifice als Eröffnungsband für Exodus im August 1985 spielen konnte. Dadurch erreichte die Band einen Vertrag mit Diabolic Force. Im Herbst 1985 betrat die Band das Future Sound Studio, um das Debütalbum Torment in Fire aufzunehmen. Das Album wurde im selben Jahr veröffentlicht, bei Metal Blade Records in den USA und über Roadrunner Records in Europa. Bis das Album veröffentlicht wurde, arbeitete die Band bereits an neuen Liedern und beendete dies Ende 1985. Im Juli 1986 begab sich die Band ins Open Sound Studio, um ein weiteres Demo aufzunehmen. Es folgte ein Auftritt in Kitchener, Ontario, mit Megadeth als Eröffnungsband für King Diamond. Im September folgte ein Auftritt in Québec und ein weiterer auf dem No Speed Limit Festival zusammen mit Bands wie Possessed, Voivod, D.R.I. und Agnostic Front in Montreal. Ein weiterer Auftritt zusammen mit Slayer folgte in Toronto.
Im Januar 1987 folgten mit Konzerten in Detroit und Chicago die ersten Auftritte außerhalb Kanadas. Bis April 1987 folgten weitere Auftritte in Kanada. Danach begab sich die Band ins Grant Avenue Studio in Toronto, um das Album Forward to Termination aufzunehmen. Es wurde wieder über Diabolic Force veröffentlicht, bzw. über Metal Blade und Roadrunner Records für andere Regionen. Ein Musikvideo für das Lied Re-Animation wurde zudem angefertigt. Es folgten Auftritte auf dem Milwaukee Metal Fest im Juli 1987 zusammen mit Bands wie Death Angel, Trouble und King Diamond. Im November 1987 folgte ein Auftritt zusammen mit Nuclear Assault. Danach folgten Auftritte in Ottawa, Quebec und Montreal im Dezember.
Im Dezember 1988 begab sich die Band erneut ins Studio, um ein neues Demo aufzunehmen, Bassist Scott Watts spielte dabei die E-Gitarre. Einige Tage später trat Sacrifice als Eröffnungsband für Motörhead auf. Im Jahr 1989 nahm die Band ein weiteres Demo auf. Einige Monate später betrat die Band das Phase One Studio in Toronto um ein weiteres Album aufzunehmen. Es wurde von Joe Primeau und Brian Taylor produziert. Diabolic Force Records blieb weiterhin das Label der Band, während Metal Blade das Album mit dem Namen Soldiers of Misfortune weltweit vertrieb. Das Album wurde 1991 veröffentlicht. Zudem wurde auch ein Video für das Lied S.O.M. veröffentlicht. Gegen Ende des Jahres folgte eine Tour zusammen mit Razor. Schlagzeuger Gus Pynn verließ ein wenig später die Band und wurde durch Mike Rosenthal ersetzt. Im Jahr 1991 folgte eine Tour durch Großbritannien zusammen mit Bolt Thrower und Believer.
Im Jahr 1993 wurde das Album Apocalypse Inside über Metal Blade Records veröffentlicht. Es wurde von Dave Carlo (Gitarrist bei Razor) produziert. Während des Sommers wurde zudem Bassist Scott Watts bereist durch Kevin Wimberley ersetzt. Nach einer Tour durch die USA im selben Jahr, bei der die Band Death unterstützt hatte, löste sich Sacrifice vorerst auf.
Im Jahr 2006 vereinte sich die Band wieder. Im Jahr 2010 veröffentlichten sie das Album The Ones I Condemn.

## Stil
Sacrifice spielt typischen 1980er-Jahre Thrash-Metal und wird mit anderen Bands des Genres wie Kreator, Slayer und Exodus verglichen.

## Diskografie
- 1984: Rehearsal (Demo, Eigenveröffentlichung)
- 1985: The Exorcism (Demo, Eigenveröffentlichung)
- 1985: Rehearsal #2 (Demo, Eigenveröffentlichung)
- 1985: Torment in Fire (Album, Diabolic Force, Metal Blade Records (USA), Roadrunner Records (Europa))
- 1987: Demo 1987 (Demo, Eigenveröffentlichung)
- 1987: Forward to Termination (Album, Diabolic Force, Metal Blade Records (USA), Roadrunner Records (Europa))
- 1989: Demo 1989 (Demo, Eigenveröffentlichung)
- 1989: Second Demo 1989 (Demo, Eigenveröffentlichung)
- 1991: Soldiers of Misfortune (Album, Metal Blade Records)
- 1993: Apocalypse Inside (Album, Metal Blade Records)
- 2006: 198666 (Kompilation, Eigenveröffentlichung)
- 2009: Anthem (Single, Eigenveröffentlichung)
- 2010: The Ones I Condemn (Album, Cyclone Empire Records (Europa), Marquee Records (weltweit))
- 2010: Sacrifice / Propagandhi (Split-Album mit Propagandhi, War on Music)